# Quartet Borodín
El Quartet Borodín és un quartet de corda, va ser fundat el 1945 en la Unió Soviètica com el Quartet del Conservatori de Moscou. El 1955 el quartet va ser rebatejat en honor d'Aleksandr Borodín, un dels fundadors de la música de cambra russa. És un de quartets de corda més longeus del món, havent celebrat el 70è aniversari el 2015. A Occident, aquest quartet soviètic va ser un dels més coneguts durant l'era de la Guerra Freda, a través dels seus concerts als Estats Units i a Europa i a través de difusió dels seus discos.
El so original del Quartet Borodín estava caracteritzat per un volum gairebé simfònic i una capacitat altament desenvolupada del fraseig, sempre mantenint la cohesió de grup. A pesar que ha tingut molts canvis en els músics, tots els membres del quartet han estat llicenciats en el Conservatori de Moscou.
El quartet va tenir una relació propera amb el compositor Dmitri Xostakóvitx, qui personalment els va consultar sobre cadascun dels seus quartets. També van actuar amb el pianista Sviatoslav Richter en moltes ocasions. Han gravat tots els quartets de corda de Xostakóvitx així com tots els quartets de Beethoven. Els seus enregistraments inclouen treballs de diversos compositors amb els segells discogràfics Melodiya, Teldec, Virgin Records i Chandos.

## Història
El quartet va ser format com el Quartet del Conservatori de Moscou amb Mstislav Rostropóvitx al violoncel, Rostislav Dubinsky i Nina Barxai en el primer i segon violins i Rudolf Barxai en la viola, tots membres de la classe del mestre Mikhail Terian, viola del Komitas Quartet. Rostropóvitx es va retirar després d'unes quantes setmanes per deixar el lloc a Valentin Berlinsky.
El quartet va conèixer Xostakóvitx el 1946 i es va fer intèrpret de les seves composicions. En dues temporades van aconseguir un gran reconeixement per les interpretacions de tots els quartets de Xostakóvitx (finalment en va compondre quinze) a les sales de concert d'arreu del món. Fou un dels grups més importants durant l'etapa comunista al país, i el quartet va actuar en els funerals de Ióssif Stalin i Serguei Prokófiev, que van morir el mateix dia, el 5 de març de 1953.
En l'era soviètica els seus compromisos de concert i el seu repertori van estar dirigits per l'organització de concerts estatal Gosconcert sobre la base d'obtenir uns ingressos màxims.
Després de vint anys de ser un grup de gran nivell, els temps difícils van arribar en els setanta: Dubinsky va desertar a l'oest –Dubinsky va formar el Borodín Trio el 1976– i el segon violinista, Yaroslav Alexandrov, es retirà per problemes de salut. Aconseguides les substitucions, Berlinsky va considerar que el conjunt hauria d'estar un parell d'anys lluny de l'atenció pública fins a aconseguir que el so del quartet s'hagués recreat.
En el seu llibre de 1989, Stormy Applause (Aplaudiment turmentat), Dubinsky va suggerir manca d'harmonia, lluites de poder i traïció per part de Berlinsky, qui va admetre ser membre del Partit Comunista. Berlinsky, per la seva banda, va rebutjar el llibre com a “ple de mitges veritats”. Sigui com sigui, el rècord de Berlinsky de tocar 62 anys en un dels quartets de corda més longeus del món és una consecució singular, possiblement única en la història del gènere.

## Components

### Actuals
- Ruben Aharonian (primer violí, 1996-)
- Sergey Lomovsky (segon violí, 2011-)
- Igor Naidin (viola, 1996-)
- Vladimir Balshin (violoncel, 2007-)

### Anteriors
- Rostislav Dubinsky (primer violí, 1945-1976)
- Mijaíl Kopelman (primer violí, 1976-1996)
- Vladímir Rabei (segon violí, 1945-1947)
- Nina Barshái (segon violí, 1947-1953)
- Yaroslav Aleksándrov (segon violí, 1953-1974)
- Andréi Abraménkov (segon violí, 1974-2011)
- Rudolf Barshái (viola, 1945-1953)
- Dmitri Shebalín (viola, 1953-1996)
- Mstislav Rostropóvitx (violoncel, 1945)
- Valentín Berlinsky (violoncel, 1945-2007)

## Discografia
- Samuel Barber: Quartet op. 11
- Ludwig van Beethoven: Streichquartette Nr. 1–16, Großi Fuge
- Alexander Borodin: Quartets Nr. 1–2
- Johannes Brahms: Streichquartette Nr. 1–3, Klavierquartette Nr. 1–3, Klarinettenquintett op. 115
- Claude Debussy: Quartet op. 10
- Antonín Dvořák: Quintet de piano op. 5 und op. 81
- Joseph Haydn: Die sieben letzten Worte unseres Erlösers am Kreuze; Streichquartette op. 33, 1–6, „Russische Quartette“
- Paul Hindemith: Streichquartett Nr. 3
- Wolfgang Amadeus Mozart: Streichquartett Nr. 15; Klarinettenquintett KV 581
- Boris Parsadanian: Quartet (1974)
- Sergei Prokofiev: Quartet Nr. 2
- Maurice Ravel: Quartet
- Alfred Schnittke: Streichquartett Nr. 1
- Arnold Schönberg: Streichquartett Nr. 2
- Franz Schubert: Streichquartett Nr. 14
- Robert Schumann: Klavierquintett op. 44
- Wissarion Schebalin: Quartets Nr. 5 i 9
- Dmitri Shostakovich: Quartets Nr. 1–15, Quintet de piano op. 57, Trio Nr. 2
- Igor Stravinski: 3 Stücke für Streichquartett (1914)
- Piotr Txaikovski: Quartets Nr. 1–3, Sextet op. 70 „Souvenir de Florence“
- Mieczyslaw Weinberg: Quintet de piano op. 18, Quartet Nr. 8